# Bozzole
Bozzole là một đô thị ở tỉnh Alessandria trong vùng Piedmont của Italia, có vị trí cách khoảng 70 km về phía đông của Torino và khoảng 15 km về phía bắc của Alessandria. Tại thời điểm ngày 31 tháng 12 năm 2004, đô thị này có dân số 311 người và diện tích là 9,4 km².
Bozzole giáp các đô thị: Pomaro Monferrato, Sartirana Lomellina, Torre Beretti e Castellaro, Valenza, và Valmacca.